# Wampierzów
Wampierzów est une localité polonaise de la gmina de Wadowice Górne, située dans le powiat de Mielec en voïvodie des Basses-Carpates.